# Комплекс високооктанових компонентів у Даляні
Комплекс високооктанових компонентів у Даляні – складова нафтопереробного та нафтохімічного майданчику компанії Hengli Group у китайській провінції Ляонін.
В 2019-му на майданчику потужного нафтопереробного комплексу поблизу Даляня запустили комплекс виробництв, призначений для продукування високооктанових паливних присадок. Він зокрема включає установку дегідрогенізації суміші алканів, котра споживає пропан та ізобутан і розрахована на випуск 450 тисяч тон пропілену та 800 тисяч тон ізобутилену на рік. На момент запуску вона була не лише найпотужнішою серед установок дегідрогенізації суміші алканів (котрі діяли також в Біньчжоу, Лінзі, Дунміні), але й набільшою серед всіх заводів з дегідрогенізації в світі (включаючи розраховані на випуск виключно пропілену). Установку спорудили за технологією Catofin компанії ABB Lummus. 
Ізобутилен в подальшому споживається на двох виробництвах високооктанових присадок:
– потужністю 820 тисяч тон метил-трет-бутилового етеру (МТВЕ), який отримують шляхом реакції ізобутилену з метанолом (разом з установкою дегідрогенізації Hengli Group також запустила виробництво цього спирту потужністю 500 тисяч  тон на рік);
- алкіляту (ізооктану), який продукують реакцією ізобутилену з ізобутаном.
Для використання пропілену на майданчику запустили лінію полімеризації у поліпропілен потужністю 450 тисяч тон на рік.